# Enrico Berti
Enrico Berti (Valeggio sul Mincio, 3 de novembro de 1935 — Pádua, 5 de janeiro de 2022) foi um filósofo italiano.

## Biografia
Graduado em filosofia pela Universidade de Pádua, em 1957, onde foi professor assistente, de 1961 a 1964. Em 1965 tornou-se professor de História da Filosofia Antiga na Universidade de Perúgia, onde foi em 1969 professor de História da Filosofia.
Em 1971 retornou à Universidade de Pádua, onde lecionou História da Filosofia.
De 1983 a 1986 foi presidente da Sociedade Filosófica Italiana, sendo membro da Accademia dei Lincei.
Em 1987 recebeu o prêmio Friedrich Nietzsche de filosofia.
Foi membro da Pontifícia Academia das Ciências. Morreu em 5 de janeiro de 2022.

## Obras selecionadas
- L'interpretazione neoumanistica della filosofia presocratica, Padova, 1959.
- La filosofia del primo Aristotele, Padova, Cedam, 1962; 2ª ed., Milano, Vita e Pensiero, 1997.
- Il "De republica" di Cicerone e il pensiero politico classico, Padova, Cedam, 1963.
- L'unità del sapere in Aristotele, Padova, Cedam, 1965.
- La contraddizione, 1967.
- Studi sulla struttura logica del discorso scientifico, 1968.
- Studi aristotelici, L'Aquila, Japadre, 1975 (nuova edizione, 2012).
- Aristotele. Dalla dialettica alla filosofia prima, Padova, Cedam, 1977.
- Ragione scientifica e ragione filosofica nel pensiero moderno, Roma, La Goliardica, 1977.
- Profilo di Aristotele, Roma, Studium, 1979.
- Il bene, Brescia, La Scuola, 1983.
- Le vie della ragione, Bologna, Il Mulino, 1987.
- Contraddizione e dialettica negli antichi e nei moderni, Palermo, L'Epos, 1987 (nova edição, 2015).
- Le ragioni di Aristotele, Roma-Bari, Laterza, 1989.
- Storia della filosofia. Dall'antichità a oggi (com Franco Volpi), Roma-Bari, Laterza, 1991.
- Aristotele nel Novecento, Roma-Bari, Laterza, 1992.
- Introduzione alla metafisica, Torino, UTET, 1993.
- Il pensiero politico di Aristotele, Roma-Bari, Laterza, 1997.
- (editor, com Cristina Rossitto) Aristóteles e outros autores, Divisioni, com texto grego ao lado, coll. Il pensiero occidentale, 2005.
- In principio era la meraviglia. Le grandi questioni della filosofia antica, Roma-Bari, Laterza, 2007.
- Dialectique, physique et métaphysique. Études sur Aristote, Peeters, 2008.
- Il libro primo della «Metafisica» (con Cristina Rossitto), tradução de Antonio Russo, Roma-Bari, Laterza, 2008.
- Sumphilosophein. La vita nell'Accademia di Platone, Roma-Bari, Laterza, 2010.
- Nuovi studi aristotelici, 4 voll., Brescia, Morcelliana, 2004-2010.
- Invito alla filosofia, Brescia, La Scuola, 2011.
- La ricerca della verità in filosofia, Roma, Studium, 2014.
- Aristotelismo, Bologna, il Mulino, 2017.

Em 2004, Enrico Berti escreveu um diálogo satírico  um "autor falso" atribuído a Aristóteles, Eubulo o della ricchezza: dialogo perduto contro i governanti ricchi.

### Traduções
- Aristóteles, Metafísica, tradução (para o italiano), introdução e notas de E. Berti, Philosophical Library Series, Rome-Bari, Laterza, 2017, ISBN  978-88-5812-455-0